# Loi sur la protection des fonctionnaires divulgateurs d'actes répréhensibles
```
La 
Loi sur la protection des fonctionnaires divulgateurs d'actes répréhensibles
 est entrée en vigueur au 
Canada
 le 
15 avril 2007
. Elle a établi deux processus distincts : un processus de divulgation et un processus de plainte en matière de représailles. Elle a également créé deux organismes : le 
Commissariat à l’intégrité du secteur public
 (le CISP) et le Tribunal de la protection des fonctionnaires divulgateurs d’actes répréhensibles.
```

Selon la loi, constitue un acte répréhensible la contravention à une loi fédérale ou provinciale ou à un règlement pris sous leur régime; l’usage abusif des fonds ou des biens publics; les cas graves de mauvaise gestion dans le secteur public; le fait de causer — par action ou omission — un risque grave et précis pour la vie, la santé ou la sécurité humaines ou pour l’environnement, à l’exception du risque inhérent à l’exercice des attributions d’un fonctionnaire; la contravention grave à un code de conduite établi en vertu de la Loi; le fait de sciemment ordonner ou conseiller à une personne de commettre un acte répréhensible.
La loi définit les représailles comme suit : des mesures prises à l’encontre d’un fonctionnaire pour le motif qu’il a fait une divulgation protégée ou qu’il a collaboré de bonne foi à une enquête menée sur une divulgation. Constituent notamment des représailles toute mesure portant atteinte à l'emploi ou aux conditions de travail d'un fonctionnaire, ou bien une menace à cet égard, ainsi que le fait d’ordonner à une personne d’exercer des représailles.
Les points saillants de la loi sont les suivants : 
- Le Conseil du Trésor doit établir un code de conduite applicable au secteur public. En outre, tous les administrateurs généraux doivent établir un code de conduite s’appliquant à la partie du secteur public dont ils sont responsables.
- Tout fonctionnaire ou membre du public peut divulguer des renseignements en toute confiance au sujet d'actes répréhensibles présumés dans le secteur public.
- Les fonctionnaires qui font une divulgation de bonne foi ou qui collaborent à une enquête sont protégés contre les représailles.
- L’identité des divulgateurs, des témoins et des personnes contre qui une divulgation a été faite doit être protégée dans la mesure du possible.
- Les droits en matière d’équité procédurale et de justice naturelle des personnes qui participent à un processus de divulgation ou de plainte en matière de représailles sont protégés.
- La Partie II de la Loi sur les enquêtes confère au CISP de grands pouvoirs d'enquête.
- Les enquêtes menées en vertu de la Loi visent à porter l'existence d'actes répréhensibles à l’attention des administrateurs généraux et à leur recommander des mesures correctives.
- Le CISP a compétence exclusive sur les enquêtes relatives aux plaintes en matière de représailles déposées par des fonctionnaires.
- Les enquêtes relatives aux divulgations d'actes répréhensibles et aux plaintes en matière de représailles doivent être menées, dans la mesure du possible, sans formalisme et avec célérité.
- Le CISP peut déférer une plainte au Tribunal de la protection des fonctionnaires divulgateurs d’actes répréhensibles, qui peut déterminer si des représailles ont été exercées et, s'il y a lieu, ordonner des mesures de réparation et des sanctions disciplinaires.

La loi s'applique à l'ensemble des employés du secteur public fédéral, à l'exception du Service canadien du renseignement de sécurité (le SCRS), du Centre de la sécurité des télécommunications (le CST) et des Forces canadiennes. Cependant, ces trois organisations doivent mettre en place des régimes semblables de protection des fonctionnaires divulgateurs.